# Umezu Yoshijirō

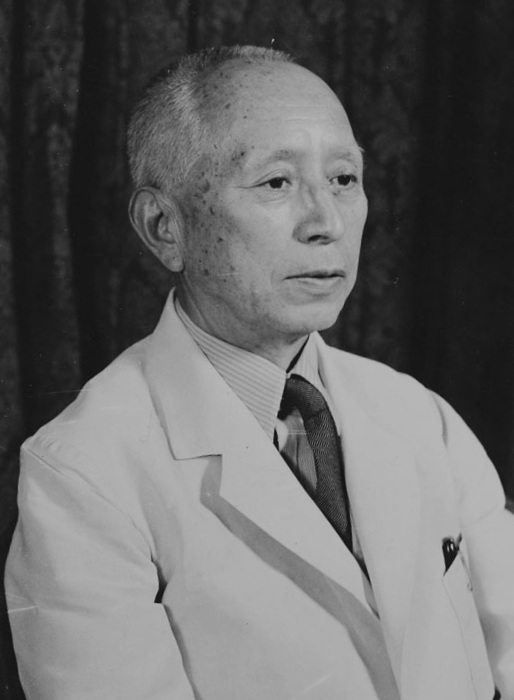
Umezu Yoshijirō

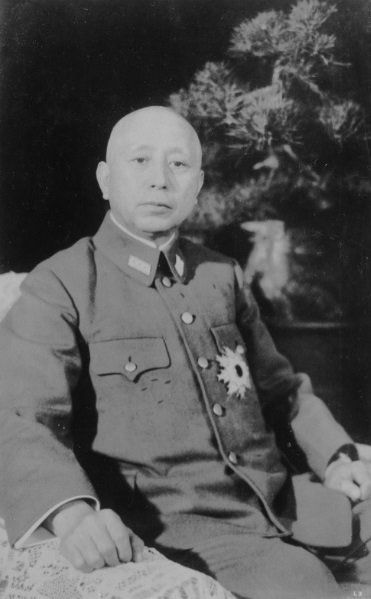
Umezu in Uniform

Umezu Yoshijirō (japanisch 梅津 美治郎; * 4. Januar 1882; † 8. Januar 1949) war ein japanischer General und Oberbefehlshaber der japanischen Armee im Zweiten Weltkrieg.
Umezu stammt aus Nakatsu im Nordosten Kyushus (Präfektur Oita), wo seine Vorfahren seit Generationen eine Buchhandlung betrieben. Nach dem Besuch der Seisei-Oberschule in Kumamoto wechselte er in die Kadettenschule und absolvierte anschließend ein Studium an der Heereshochschule, das er im November 1911 als Jahrgangsbester abschloss.
Im April 1913 wurde Umezu nach Deutschland und Dänemark entsandt, danach war er Attaché in der Schweiz. In den Zwanziger Jahren schloss er sich der Tōsei-ha (Steuerungsgruppe) an, die von General Ugaki Kazushige zusammen mit Sugiyama Gen, Koiso Kuniaki, Nagata Tetsuzan und Tōjō Hideki geleitet wurde. Diese repräsentierte eine moderate Strömung in den Streitkräften im Gegensatz zu der radikalen Bewegung der Kōdō-ha (Aktionsgruppe) unter Leitung von Sadao Araki.
Von März 1934 bis August 1935 war er Oberbefehlshaber der Garnisonsarmee China in Tianjin. Von 1939 bis 1944 war er Kommandeur der Kwantung-Armee.
Zusammen mit dem Heeresminister Anami Korechika und dem Stabschef der japanischen Marine, Toyoda Soemu, sprach er sich im August 1945 gegen die Kapitulation Japans aus. Er glaubte, den Alliierten durch ein Fortführen der Kämpfe auf japanischem Gebiet schwere Verluste beibringen zu können, wovon er sich für Japan günstigere Friedensbedingungen versprach.
Dennoch unterzeichnete er, dem Aufruf des Tennō  zur Einstellung der Kampfhandlungen folgend, am 2. September 1945 zusammen mit Außenminister Shigemitsu Mamoru an Bord des Schlachtschiffs Missouri die bedingungslose Kapitulation Japans.  Vom 23. September bis zum 1. Oktober jenes Jahres fungierte er noch als Oberbefehlshaber der 1. Hauptarmee.
Umezu zählte zu den Hauptangeklagten der Kriegsverbrecherprozesse von Tōkyō und wurde zu einer lebenslangen Haftstrafe verurteilt. Während der Haft starb er an Darmkrebs. Er war ein enger Freund des Generals und Heeresministers Anami Korechika, der ebenfalls aus der Präfektur Oita kam.